# Marty Brem
Martin Brem (Baja Austria, 23 de abril de 1959), más conocido por su pseudónimo artístico Marty Brem, es un cantante, productor ejecutivo y actual emprendedor austriaco. Es conocido sobre todo por su participación en el Festival de la Canción de Eurovisión primero en 1980, como integrante de la banda Blue Danube, y después en 1981 como solista, representando a Austria en ambas ocasiones. En la segunda vez que participó, interpretó la canción «Wenn du da bist» («Si estás allí»), que se caracterizó por su inusual coreografía, protagonizada por bailarinas vestidas con singulares atuendos.

## Después de Eurovisión
Después de su paso por el Festival de Eurovisión, Brem decidió experimentar con diversos géneros musicales, incluyendo el new wave y el punk. Brem se convirtió en periodista musical y se unió a Philip Morris como consultor de marketing en 1988, sólo para volver a la industria de la música en 1992 como director de marketing para Phonogram/Universal. En 1995, Brem se convirtió en el vicepresidente de Marketing Internacional para Sony Music Entertainment Europa en Londres, Reino Unido, y en 1997 tomó las riendas de la compañía Columbia Records en Berlín, Alemania.

## Vida personal
Su esposa Ursula falleció en 2001. Tuvo con ella dos hijos, que en el día en que ella murió tenían 9 y 11 años. Inspirado en el pasatiempo de su esposa de coleccionar kimonos y una masiva colección de los mismos, Brem creó Sai So, una tienda que ofrece diversas prendas de vestir, hechas sobre la tela de kimonos vintage. Además, Brem dirige la oficina del sitio web alemán utopia.de, ubicado en la ciudad de Berlín.